# Tri-Pack
Albums de Eazy-E
Featuring...Eazy-E
(2007)
Tri-Pack est une compilation posthume d'Eazy-E, sortie le 2 février 2010.

## Liste des titres

### Disque 1
| No | Titre                  | Durée |
| -- | ---------------------- | ----- |
| 1. | Exxtra Special Thankz  | 1:06  |
| 2. | Real Muthaphuckkin G's | 5:33  |
| 3. | Any Last Werdz         | 5:11  |
| 4. | Still a Nigga          | 4:10  |
| 5. | Gimme That Nutt        | 2:55  |
| 6. | It's on                | 5:02  |
| 7. | Boyz N tha Hood        | 5:36  |
| 8. | Down 2 tha Last Roach  | 7:51  |

### Disque 2
| No  | Titre                     | Durée |
| --- | ------------------------- | ----- |
| 1.  | First Power               | 0:46  |
| 2.  | Ole School Shit           | 4:01  |
| 3.  | Sorry Louie               | 4:04  |
| 4.  | Just Tah Let U Know       | 4:09  |
| 5.  | Sippin on a 40            | 3:58  |
| 6.  | Nutz On Ya Chin           | 2:44  |
| 7.  | Muthaphukkin Real         | 4:21  |
| 8.  | Lickin, Suckin, Phukkin   | 2:24  |
| 9.  | Hit the Hooker            | 2:52  |
| 10. | My Baby'z Mama            | 3:44  |
| 11. | Creep n Crawl             | 4:11  |
| 12. | Wut Would You Do          | 5:52  |
| 13. | Gangsta Beat 4 Tha Street | 3:40  |
| 14. | Eternal E                 | 5:26  |

### Disque 3
| No | Titre          | Durée |
| -- | -------------- | ----- |
| 1. | Intro          | 1:06  |
| 2. | Eazy 1,2,3     | 4:01  |
| 3. | Cock the 9     | 4:02  |
| 4. | Switchez       | 4:29  |
| 5. | The Rev (Skit) | 1:13  |
| 6. | No More Tears  | 4:42  |
| 7. | Ruthless Life  | 4:51  |
| 8. | Still Fuckem   | 4:25  |